# کنستانتینوس فیلیپیدیس
کنستانتینوس فیلیپیدیس (یونانی: Κωνσταντίνος Φιλιππίδης؛ زادهٔ ۲۶ نوامبر ۱۹۸۶) ورزشکار دو و میدانی اهل یونان است.
وی در مسابقات کشوری و بین‌المللی در مجموع برندهٔ ۱ مدال طلا، ۲ مدال نقره شده‌است.